# Kanadas Grand Prix 1973
Kanadas Grand Prix 1973 var det fjortonde av 15 lopp ingående i formel 1-VM 1973.

## Resultat
1. Peter Revson, McLaren-Ford, 9 poäng
2. Emerson Fittipaldi, Lotus-Ford, 6
3. Jackie Oliver, Shadow-Ford, 4
4. Jean-Pierre Beltoise, BRM, 3
5. Jackie Stewart, Tyrrell-Ford, 2
6. Howden Ganley, Williams (Iso Marlboro-Ford), 1
7. James Hunt, Hesketh (March-Ford)
8. Carlos Reutemann, Brabham-Ford
9. Mike Hailwood, Surtees-Ford
10. Chris Amon, Tyrrell-Ford
11. Wilson Fittipaldi, Brabham-Ford
12. Rolf Stommelen, Brabham-Ford
13. Denny Hulme, McLaren-Ford
14. Tim Schenken, Williams (Iso Marlboro-Ford)
15. Arturo Merzario, Ferrari
16. Graham Hill, Hill (Shadow-Ford)
17. George Follmer, Shadow-Ford
18. Carlos Pace, Surtees-Ford

### Förare som bröt loppet
- Jean-Pierre Jarier, March-Ford (varv 71, för få varv)
- Rikky von Opel, Ensign-Ford (68, för få varv)
- Niki Lauda, BRM (62, transmission)
- Jody Scheckter, McLaren-Ford (32, olycka)
- François Cévert, Tyrrell-Ford (32, olycka)
- Mike Beuttler, Clarke-Mordaunt-Guthrie (March-Ford) (20, motor)
- Ronnie Peterson, Lotus-Ford (16, upphängning)
- Peter Gethin, BRM (5, oljepump)